# Epicadinus trispinosus
Epicadinus trispinosus es una especie de arácnido perteneciente al género Epicadinus, dentro de la familia Thomisidae, del orden de las arañas.

## Distribución
La especie se distribuye por México, Panamá, Ecuador, Perú, Bolivia, Trinidad y Tobago, Guyana Francesa, Brasil.

## Taxonomía
Fue descrita científicamente por Władysław Taczanowski en 1872. La descripción original fue publicada en Les aranéides de la Guyane française. Horae Societatis Entomologicae Rossicae, número 9, entre las páginas 64 y 112.